# 端強實業
端強實業股份有限公司（Multipower Enterprise Corp.），台湾企业，於1981年成立，為一家以營養保健食品為主要業務的公司。
自2010年起正式加入生達化學製藥集團。在1984年及1986年分別自創品牌「身得壯」及「安琪兒」，並於1997年正式更名為「新安琪兒」。之後在2014年引進美國專業品牌Boscogen百仕可之成人保健食品。

## 旗下品牌

### 保健品牌
- 百仕可（Boscogen）

### 嬰幼兒奶粉及營養品品牌
- 新安琪兒（Neoangelac）[4][5]
- 身得壯（Stronzon）

## 歷史沿革
- 1981年- 端強實業有限公司成立
- 1988年- 公司組織型態由有限公司變更為股份有限公司，並正式定名為“端強實業股份有限公司”
- 1999年- 新安琪兒品牌成立
- 2010年- 正式加入生達化學製藥集團。